# Olympia (filme de 2011)
Olympia é um filme independente argentino de 2011 dirigido por Leo Damario e estrelado por Mora Escola, Mercedes Morán, Edda Bustamante, María Nela Sinisterra e Victoria Bugallo.
O filme narra a história de uma aspirante a atriz pornô de 18 anos, Olympia (Escola), que, após estrelar alguns vídeos amadores, entra na indústria profissional em seu primeiro grande título, que inclui uma cena com outros 16 homens. Diferentes personalidades do universo do rock, da moda e do pornô devem acompanhar a jovem aspirante para se tornar uma renomada estrela da cultura pop.
O filme estreou no 62.º Festival Internacional de Cinema de Berlim no Mercado de Cinema Europeu.

## Elenco
- Mora Escola como Virginia/Olympia
- Victoria Bugallo como Micaela, amiga de Virginia e primeira colega de quarto
- Karina Noriega como Sol, irmã de Virginia
- Mercedes Morán como a diretora pornô
- Victoria Spinsanti como Perla, também atriz pornô, amante de Virginia e segunda colega de quarto
- Edda Bustamante como Lebon
- María Nela Sinisterra como Vernita, uma estrela pornô profissional